# 高舉 (景泰進士)
高舉（1429年—？），字汝賢，直隸上海縣人，順天府宛平縣匠籍，明朝政治人物。進士出身。

## 生平
景泰元年（1450年）庚午科順天府鄉試第五十二名。景泰五年（1454年）甲戌科會試第十五名，殿試登進士第二甲第八十五名。

## 家族
曾祖父高文顯。祖父高德源。父亲高敬。